# Jan Tomasz Gross
Jan Tomasz Gross, född den 8 december 1947 i Warszawa, är en polsk-amerikansk historiker av judisk börd. Han har en professur i War and Society ("krig och samhälle") vid Princeton University i USA. Gross emigrerade från Polen till USA efter att ha blivit fängslad i samband med 1968 års oroligheter och antisemitiska utrensningar. I USA, vid Yale University doktorerade han i sociologi.
Hans mest kända bok handlar om pogromen i Jedwabne 1941 i Polen ("Neighbors" (2001)) som har utförts av polacker, och inte av tyska nazister som det tidigare har antagits. Gross redovisade för 1 600 döda medan annan forskning pekar på 380. Boken utgör underlaget till Tadeusz Słobodzianeks omtalade pjäs Vår klass från 2008.
Gross har även skrivit om Kielce-pogromen 1946 som fick hälften av de överlevande judarna att lämna Polen efter kriget (100 000 av 200 000; "Fear: Anti-Semitism in Poland After Auschwitz"). En annan uppmärksammad bok, "Revolution from Abroad", handlar om sovjetiskt övertagande av de östra polska provinserna 1939.

## Publikationer
- Neighbors: The Destruction of the Jewish Community in Jedwabne, Poland, Princeton University Press, 2001.
- Revolution from Abroad. The Soviet Conquest of Poland’s Western Ukraine and Western Belorussia,  Princeton University Press, 2003
- Fear: Anti-Semitism in Poland After Auschwitz, Random House, 2006